# 瑳川哲朗
瑳川 哲朗（さがわ てつろう、1937年1月22日 - 2021年2月17日）は、日本の俳優・歌手、声優。本名は、勝野 忠孝（かつの ただたか、旧姓・田辺）。デビュー当時の芸名は伊達京史。身長176cm、血液型はA型。
千葉県館山市出身。

## 来歴
- 1959年（昭和34年）、22歳。早稲田大学卒業と同時に、「劇団青俳」に入団。
- 1963年（昭和38年）、26歳。「劇団青俳」を退団。テレビドラマに脇役でデビュー。『伊達京史』名義で『隠密剣士』等に出演。
- 1964年（昭和39年）、27歳。夏前後に『瑳川哲朗』に改名。
- 1965年（昭和40年）、28歳。東宝演劇部に所属、数々の舞台に出演。
- 1967年（昭和42年）、30歳。NHKの大河ドラマ『三姉妹』に近藤勇役で起用され注目を浴びる。
- 1968年（昭和43年）、31歳。東宝演劇部を退部。
- 1970年（昭和45年）、33歳。時代劇ドラマ『大江戸捜査網』で井坂十蔵役に起用。第1話から1984年に放送の、第640話の最終回迄、出演し続けたのは瑳川だけであった。他にも数々のドラマ・舞台・映画吹き替えで活躍。
- 1972年（昭和47年）、35歳。特撮テレビドラマ『ウルトラマンA』に「竜五郎隊長」役で出演。以上の二つの役に代表される、頼りがいのある二枚目が基本イメージだが、年齢を重ねるに従ってより陰影のある悪役も多くなった。
- 1984年（昭和59年）、 47歳。『大江戸捜査網』最終回で、井坂十蔵を終演。引き続き『新大江戸捜査網』に日向主水で出演。
- 1989年（平成元年）、52歳。2月に港区赤坂で妻・勝野照代[10]が経営した「割烹照川」の跡地に客席数250名の小劇場「シアターVアカサカ」を設立運営[2][3]。約20年の運営を経て、2008年6月に退任。劇場そのものは売却される。
- 2008年（平成20年）、71歳。4月ミュージカル『ラ・マンチャの男』（帝国劇場）で上條恒彦の代役で牢名主・宿屋の主人役を演じた。
- 2009年（平成21年）、72歳。9月トム・ストッパード原作、蜷川幸雄演出の舞台上演、約9時間の大作『コースト・オブ・ユートピア―ユートピアの岸へ』でアレクサンドル・バクーニン（ミハイル・バクーニンの父）を演じた。（Bunkamuraシアターコクーン）
- 2015年（平成27年）、78歳。新春『大江戸捜査網2015.隠密同心～悪を斬る』に、田沼意次として出演。他に里見浩太朗(内藤勘解由。旧、音次郎)、山口いづみ(お栄。旧、お紺)、かたせ梨乃(松島。旧、おりん)等第1シリーズ、第3シリーズに出演のオリジナルメンバーが共演した。
- 2021年（令和3年）2月17日、難病の筋萎縮性側索硬化症（ALS）のため東京都内の高齢者施設で死去。84歳没[1]。

## 人物
- 『大江戸捜査網』の井坂十蔵役は当たり役で，番組スタートから足かけ15年間、スタートから最終話まで全てのシリーズへ長きにわたっての出演となった。また、同シリーズでは、『新・大江戸捜査網』で隠密支配・日向主水正役として半年、2015年の新春ワイド時代劇でも田沼意次役で出演を果たした。
- 洋画の吹き替えでは小山田宗徳没後のヘンリー・フォンダ、久松保夫没後のバート・ランカスターとレナード・ニモイ、山田康雄没後のクリント・イーストウッド、若山弦蔵ではない際のショーン・コネリー等、他の役者のフィックス（持ち役）を引き継ぐ傾向が多かったことから、とり・みきからは「偉大なるリリーフ」と評されており、そのキャリアと実績についても「おいそれと余人が引き継げるものではない。実写でも見せる重厚さや威厳をお声でも表現できる瑳川さんだからこその抜擢や依頼だったと思う」と分析していた[11]。
- 晩年は主に、蜷川幸雄演出・松岡和子訳版〈彩の国劇場シェイクスピアシリーズ!〉の舞台上演で活躍していた。
- さまざまな作品で近藤勇役を演じたことでも知られていた[5]。

## 出演作品（俳優）

### テレビドラマ
- 隠密剣士 第5部「忍法風魔一族」第12話・第13話（1963年、TBS） - 喰代の多四郎（「伊達京史」名義で出演）
  - 第6部「続 風摩一族」第12話 - 疾風の弥平次
  - 第7部「忍法根来衆」第12話 - 風神坊
  - 第8部「忍法まぼろし衆」第9話 - 辻斬り浪人
- 戦国群盗伝（1964年 - 1965年、フジテレビ） - 岩松
- 新・隠密剣士第1部　第7話・第8話・第12話・第13話（1965年、TBS） - 六郎坊
- 丹下左膳（1965年、TBS） - 峰丹波
- 近鉄金曜劇場 愛とこころのシリーズ 永遠に咲く（ABC）
- 幸子とともに（1966年）
- 島っ子のうた
- 人ふたり別れるときは
- もう泣かないでおかあさん
- あのとき夫が…
- マグマ大使    第32話「大涌谷の決闘」（1967年、フジテレビ） - ゼウス神
- 大河ドラマ（NHK総合）
  - 三姉妹（1967年） - 近藤勇[1]
  - 春の坂道（1971年） - 加藤清正
  - 花神（1977年） - 白石正一郎
  - 徳川家康（1983年） - 前田利家
  - 元禄繚乱（1999年） - 酒井雅楽頭
  - 新選組!（2004年） - 小野川親方
- 鞍馬天狗（1969年 - 1970年） - 近藤勇
- 白雪劇場 新吾十番勝負（1970年、関西テレビ）
- 大江戸捜査網（1970年 - 1984年、東京12チャンネル→テレビ東京/日活・三船プロ） - 井坂十蔵[1]
- 女と味噌汁その18、その19（TBS） - 九鬼大吉
- ガッツジュン（1971年、TBS）- 平賀部長
- ポーラテレビ小説 お登勢（TBS） - 近藤勇
- 怪奇十三夜山田浅右衛門 日本テレビ
- 清水次郎長 第31話「若い殺し屋」（フジテレビ） - 音無しの万造
- ウルトラシリーズ（TBS）
  - ウルトラマンA（1972年 - 1973年） - 竜 五郎隊長[1]
  - ウルトラマンタロウ（1973年 - 1974年） - ナレーター[注 1]
  - ウルトラマンレオ（1974年 - 1975年） - ナレーター
- 子連れ狼 第12話「鹿追い」（1973年） 司馬宗典
- 追跡 第11話「不道徳な天」 関西テレビ
- 赤ひげ第36話「朝露に消ゆ」（NHK総合） - 笈川哲太郎
- 旅人異三郎 第22話「黄金地獄を涙が斬った」（東京12チャンネル）
- おさななじみ（TBS）
- 銀河テレビ小説自我の構図（1974年、NHK総合） - 南慎一郎
- 俺たちの旅（1975年 - 1976年、日本テレビ） - 山下茂夫
- 明治の群像 海に火輪を（1976年、NHK総合） - 桂太郎
- 人魚亭異聞 無法街の素浪人第9話「廃墟のめぐり逢い」NET - フランク伊助
- 東芝日曜劇場 / 京おんな・恋のおくり火（1978年、毎日放送）
- 木曜座 / 華やかな孤独（1978年、TBS）
- 時代劇スペシャル新・御金蔵破り（1982年、フジテレビ） - 夜叉神一心
- 時代劇スペシャル / 御金蔵破り3 家康の首（フジテレビ）夜叉神一心
- 宮本武蔵（1984年、NHK総合） - 壬生源左衛門
- 新・大江戸捜査網（1984年、テレビ東京） - 日向主水正
- 長七郎江戸日記スペシャル 母は敵か?! 正雪の陰謀（1985年、日本テレビ） - 丸橋忠弥
- 東芝日曜劇場 花のこころ（TBS） - 田澤伊織
- 真田太平記（1985年 - 1986年、NHK総合） - 酒井忠世
- 映画三国志 映画に夢を賭ける男たち（1990年、日本テレビ）
- 続続・三匹が斬る! 第19話「さらば三匹、消えた七番目の隠密」（1990年、テレビ朝日） - 土生玄碩
- 丹下左膳（1990年、テレビ朝日）
- 次郎長三国志（1991年、テレビ東京） - 大政
- 騎馬奉行がゆく（1995年、日本テレビ） - 水野忠邦
- 火曜サスペンス劇場 - 検事・霧島三郎2
- あした天気に（1998年、NHK総合）
- マッチポイント!（2000年） - 工場長
- 鬼太郎が見た玉砕（2007年）
- MOZU（TBS / WOWOW） -  森原健吾 役 
  - Season1〜百舌の叫ぶ夜〜（2014年4月 - 6月）
  - Season2〜幻の翼〜（2014年6月 - 7月）
- 大江戸捜査網2015〜隠密同心、悪を斬る!（2015年、テレビ東京） - 田沼意次
- 獄門島（2016年） ‐ 鬼頭嘉右衛門

### 映画
- 大忍術映画 ワタリ（1966年） - 藤林長門
- 風林火山（1969年） - 秋山伯耆守
- 不連続殺人事件（1977年） - 歌川一馬
- 隠密同心・大江戸捜査網（1979年） - 井坂十蔵

### 舞台
- 甲府在番（1966年）
- 風と共に去りぬ（1966年 - 1967年）
- マノン・レスコオ（1968年）
- 淀どの日記
- 秋の新派祭（1969年）
- 寺田屋お登勢（1971年）
- サウンド・オブ・ミュージック（1975年）
- ミュージカル・アニー
- 双頭の鷲
- ザ・ファンタスティックス
- 愛少女ポリアンナ物語（1985年）
- アルプスの少女ハイジ（1987年）
- 小公子セディ（1988年）
- ヤマトタケル（1994年） - 景行天皇
- ラ・カージュ・オ・フォール（1999年） - ダンドン議員
- 王女メディア
- リチャード三世 - バッキンガム侯爵
- 夏の夜の夢（2000年）オーベロン シーシュース る・ひまわり
- ハムレット（2001年）クローディアス ホリプロ
- 近松心中物語 - 八右衛門
- 三文オペラ - ピーチャム
- 夏の夜の夢（2002年）オーベロン シーシュース
- ペリクリーズ（2003年） - 王様
- リチャード三世 - バッキンガム侯爵
- シンベリン（2004年）
- ロミオとジュリエット（2004年 - 2005年） - 僧ロレンス
- 近代能楽集弱法師（2005年）
- 間違いの喜劇（2006年）
- あわれ彼女は娼婦 - ボナヴェンテュラ
- オレステス テュンダレオス
- コリオレイナス（2007年） - シシニアス・ヴェリュータス
- エレンディラ - エレンディラの祖母
- リア王（2008年）
- ラ・マンチャの男
- から騒ぎ
- 蜘蛛の巣（2009年） - ローランド・デラヘイ卿
- ヘンリー六世（2010年） - グロスター卿ホリプロ
- エネミイ - 成本正巳
- カエサル ―「ローマ人の物語」より― - ポンペイウス
- 金閣寺（2011年） - 道詮和尚
- たいこどんどん
- シンベリン（2012年） - ベラリアス

### その他
- ウルトラマンA DVD特典映像での座談会出演、店頭プロモーション映像のナレーター
- ウルトラマンタロウ DVD Vol.7、10「ウルトラ5兄弟座談会」司会
- メガロポリス歌謡祭 第1回司会

## 出演作品（声優）

### 吹き替え

#### 担当俳優
カーク・ダグラス
- 恋のクレジット
- 炎の人ゴッホ - フィンセント・ファン・ゴッホ（TBS）
- 聞こえるかい心の歌が
- クィニー（NHK）

クリント・イーストウッド
- ブラッド・ワーク - テリー・マッケイレブ（テレビ東京）
- ミリオンダラー・ベイビー - フランキー・ダン（テレビ東京）
- 許されざる者 - ウィリアム・"ビル"・マニー（テレビ朝日）

ショーン・コネリー
- エントラップメント - ロバート・"マック"・マクドゥガル（VHS・DVD）
- 遠すぎた橋 - ロイ・アーカート少将（日本テレビ）
- プレシディオの男たち - アラン・コールドウェル中佐（VHS・DVD）
- ライジング・サン - ジョン・コナー
- 理由 - ポール・アームストロング（VHS・DVD）

バート・ランカスター
- アパッチ - マサイ
- OK牧場の決斗 - ワイアット・アープ（テレビ朝日新版）
- 大空港 - メル・ベイカースフェルド（テレビ朝日）

ヘンリー・フォンダ
- ウエスタン - フランク（テレビ朝日、ソフト）
- 合併結婚 - フランク（NETテレビ）
- 大脱獄 - ウッドワード・ロープマン
- ファイヤークリークの決闘
- ミスター・ノーボディ - ジャック・ボーレガード（テレビ朝日）
- ミスタア・ロバーツ - ミスタア・ロバーツ（テレビ朝日）
- 燃える戦場 - ジョン・G・ノーラン大佐

#### 映画（吹き替え）
- アニー2 - オリヴァー・”ダディ”・ウォーバックス（ジョージ・ハーン）
- アラビアのロレンス - アレンビー将軍（ジャック・ホーキンス）（テレビ東京）
- アリスの恋 - デヴィッド（クリス・クリストファーソン）
- アレキサンダー大王 - アレキサンダー大王（リチャード・バートン）（TBS）
- 遺産相続人 - ジーン・バリー
- ウエストワールド - ジョン・ブレイン（ジェームズ・ブローリン）（フジテレビ）
- エアポート'98 - ゴードン・ヴェッティ（ロバート・ロッジア）
- エイリアン・コップ - フィリップス / イエーツ（ロバート・フォスター）（テレビ朝日）[13]
- エンゼル・ハート - ルイ・サイファー（ロバート・デ・ニーロ）（テレビ朝日）
- おしゃれ泥棒 - デイヴィス・リーランド（イーライ・ウォラック）（テレビ東京）
- 戒厳令 - フィリップ・マイケル・サントーレ（イブ・モンタン）（TBS）
- 昨日、今日、明日　- マルチェロ・マストロヤンニ（NHK）
- キャサリン大帝 - チャールズ大尉（ピーター・オトゥール）（TBS）
- クォ・ヴァディス - マーカス・ヴィシニウス（ロバート・テイラー）（フジテレビ）
- ケイン号の叛乱 - グリーンウォルド（ホセ・フェラー）（フジテレビ版）
- 最後の谷 - ヴォーゲル（オマル・シャリーフ）（テレビ朝日）
- 史上最大の作戦 - ギュンター・ブルーメントリット歩兵大将（クルト・ユルゲンス）（テレビ東京）
- 七人の特命隊 - クライド・マッケイ（チャック・コナーズ）（フジテレビ）
- シャレード - ピーター・ジョシュア（ケーリー・グラント）（日本テレビ）
- ジョーズ - クイント（ロバート・ショウ）（テレビ東京）
- 勝利への脱出 - ジョン・コルビー（マイケル・ケイン）（フジテレビ）
- スカイ・ライダーズ - ジェームズ・コバーン
- スタートレックシリーズ - スポック（レナード・ニモイ）
  - スター・トレック（テレビ朝日）
  - スタートレックII カーンの逆襲（日本テレビ）
  - スタートレックIII ミスター・スポックを探せ!（日本テレビ）
- 青春の城 コビントン・クロス - ウォリンジャー（アンソニー・ヴァレンタイン）
- 戦争プロフェッショナル - ロッド・テイラー
- 続・荒野の用心棒 - ジャンゴ（フランコ・ネロ）（TBS旧録）
- 続・シンジケート - フランシスコ・ラバル
- たくましき男たち -  ネイサン・スターク（ロバート・ライアン）（フジテレビ）
- チャイナタウン - ジェイク・ギテス（ジャック・ニコルソン）（テレビ東京）
- ナヴァロンの嵐 - マロリー少佐（ロバート・ショウ）（フジテレビ）
- 冬のライオン - ヘンリー（ピーター・オトゥール）（LD）
- ボーン・スプレマシー - ワード・アボット（ブライアン・コックス）（日本テレビ）
- 誇り高き戦場 - シラー将軍（マクシミリアン・シェル）（TBS旧録、フジテレビ）
- マーズ・アタック! - ジェームズ・デイル大統領、アート・ランド（ジャック・ニコルソン）（テレビ東京）
- M★A★S★H マッシュ - トラッパー（エリオット・グールド）（フジテレビ）
- メリー・ポピンズ - ジョージ・バンクス（デヴィッド・トムリンソン）（フジテレビ）
- 夜の訪問者 - ジョー・マーティン（チャールズ・ブロンソン）（TBS）
- ロング・ライダーズ - フランク・ジェームズ（ステイシー・キーチ）（テレビ朝日）

#### ドラマ
- 暗号名はマリー - サム・ニール（NHK）
- 華麗なる旅路　新聞王ハーストの恋 - ロバート・ミッチャム（NHK）
- スパイ大作戦 - ローラン・ハンド（マーティン・ランドー）
- 刑事コロンボ 殺人処方箋 - レイ・フレミング（ジーン・バリー）（NHK）
- スペース1999 - ジョン・コーニッグ指揮官（マーティン・ランドー）
- 権力と陰謀 - クリフ・ロバートソン（NHK）
- 祖国なき男 - ノーラン（クリフ・ロバートソン）（NHK）
- 大統領を作る男たち -  ニック・マンクーソ捜査官（ロバート・ロジア）（NHK）
- 探偵キャノン - フランク・キャノン（ウィリアム・コンラッド）（NHK）
- 遥かなる西部 - オリバー・シーカム（ティモシー・ダルトン）（NHK）
- ペインテッド・ハウス - スコット・グレン（NHK）
- メグレ警視 - メグレ警視（マイケル・ガンボン）

### テレビアニメ
- 仙人部落（1963年 - 1964年、フジテレビ）※伊達京史名義
- 孫悟空シルクロードをとぶ!!（1982年、フジテレビ） - 猪八戒[14]
- 三国志（1985年、日本テレビ） - 関羽雲長
- 三国志II 天翔ける英雄たち（1986年、日本テレビ） - 関羽雲長[15]
- アレクサンダー戦記（1999年、WOWOW） - プラトン 役

### 劇場アニメ
- ゴルゴ13（1983年） - デューク東郷[16]

### OVA
- 新海底軍艦（1995年） - 日向真鉄 役
- 銀河英雄伝説外伝 螺旋迷宮（1999年） - アルフレッド・ローザス

## ラジオ
- 青春に歌あり（TBSラジオ、1970年10月～1971年3月）[17]

## 音楽
シングル
| 題名       | B/W・C/W | 発売年 | レーベル | 備考                       |
| 大阪流れ者 | 運命     | 1970年 | ビクター |                            |
| 横浜ナイト |          | 1984年 | テイチク | 山本みどりとのデュエット曲 |